# Démographie de la Sarthe
La démographie de la Sarthe est caractérisée par une densité moyenne et une population en croissance depuis les années 1950.
Avec ses 566 129 habitants en 2022, le département français de la Sarthe se situe en 45e position sur le plan national.
En six ans, de 2015 à 2021, sa population a diminué de près de 2 400 unités, c'est-à-dire de plus ou moins 400 personnes par an. Mais cette variation est différenciée selon les 354 communes que comporte le département.
La densité de population de la Sarthe, 91,2 habitants par kilomètre carré en 2022, est inférieure à celle de la France entière qui est de 107,1 hab./km2 pour la même année.

## Évolution démographique du département de la Sarthe
Le département a été créé par décret du 4 mars 1790. Il comporte alors neuf districts (Le Mans, Saint-Calais, Château-du-Loir, La Flèche, Sablé, Sillé-le-Guillaume, Fresnay-le-Comte, Mamers, La Ferté-Bernard) et 53 cantons. Le premier recensement sera réalisé en 1801 et ce dénombrement, reconduit tous les cinq ans à partir de 1821, permettra de connaître plus précisément l'évolution des territoires.
Avec 457 372 habitants en 1831, le département représente 1,40 % de la population française, qui est alors de 32 569 000 habitants. De 1831 à 1866, il va gagner 6 247 habitants, après être passée par un pic de population en 1846, soit une augmentation de 0,4 % moyen par an, égal au taux d'accroissement national de 0,48 % sur cette même période.
Entre la Guerre franco-prussienne de 1870 et la Première Guerre mondiale le département perd 27 233 habitants,  soit une baisse de 6,10 % alors que la population croît  de 10 % au niveau national. La population perd encore 0,18 %  pour la période de l'entre-deux guerres courant de 1921 à 1936 parallèlement à une croissance au niveau national de 6,9 %.
À l'instar des autres départements français, le Sarthe va ensuite connaître un essor démographique après la Seconde Guerre mondiale. 
En 2022, le département comptait 566 129 habitants, en évolution de −0,25 % par rapport à 2016 (France hors Mayotte : +2,11 %).
| 1791 | 1801    | 1806    | 1821    | 1826    | 1831    | 1836    | 1841    | 1846    |
| ---- | ------- | ------- | ------- | ------- | ------- | ------- | ------- | ------- |
| -    | 388 143 | 410 380 | 428 432 | 446 519 | 457 372 | 466 488 | 470 535 | 474 876 |

| 1851    | 1856    | 1861    | 1866    | 1872    | 1876    | 1881    | 1886    | 1891    |
| ------- | ------- | ------- | ------- | ------- | ------- | ------- | ------- | ------- |
| 473 071 | 467 193 | 466 155 | 463 619 | 446 603 | 446 239 | 438 917 | 436 111 | 429 737 |

| 1896    | 1901    | 1906    | 1911    | 1921    | 1926    | 1931    | 1936    | 1946    |
| ------- | ------- | ------- | ------- | ------- | ------- | ------- | ------- | ------- |
| 425 077 | 422 699 | 421 470 | 419 370 | 389 235 | 387 482 | 384 619 | 388 519 | 412 214 |

| 1954    | 1962    | 1968    | 1975    | 1982    | 1990    | 1999    | 2006    | 2011    |
| ------- | ------- | ------- | ------- | ------- | ------- | ------- | ------- | ------- |
| 420 393 | 443 019 | 461 839 | 490 385 | 504 768 | 513 654 | 529 851 | 553 484 | 565 718 |

| 2016    | 2021    | 2022    | - | - | - | - | - | - |
| ------- | ------- | ------- | - | - | - | - | - | - |
| 567 561 | 566 058 | 566 129 | - | - | - | - | - | - |

## Population par divisions administratives

### Arrondissements
Le département de la Sarthe comporte trois arrondissements. La population se concentre principalement sur l'arrondissement du Mans, qui recense 47 % de la population totale du département en 2022, avec une densité de 343,7 hab./km2, contre 26 % pour l'arrondissement de Mamers et 26 % pour celui de la Flèche.
| Arrondissement  | Population(2022) | Variation(2022/2016)                       | Superficie(km2) | Densité(hab./km2) |
| --------------- | ---------------- | ------------------------------------------ | --------------- | ----------------- |
| Le Mans         | 268 018          | en évolution de +1,02 % par rapport à 2016 | 779,7           | 343,7             |
| Mamers          | 149 436          | en évolution de −0,53 % par rapport à 2016 | 2 904,9         | 51,4              |
| La Flèche       | 148 675          | en évolution de −2,19 % par rapport à 2016 | 2 521,4         | 59                |
| Source : Insee. |                  |                                            |                 |                   |

### Communes de plus de5 000 habitants
Sur les 354 communes que comprend le département de la Sarthe, 59 ont en 2021 une population municipale supérieure à 2 000 habitants, douze ont plus de 5 000 habitants et quatre ont plus de 10 000 habitants : Le Mans, La Flèche, Sablé-sur-Sarthe et Allonnes.
Les évolutions respectives des communes de plus de 5 000 habitants sont présentées dans le tableau ci-après.
| Commune          | Population(2022) | Variation(2022/2016)                       | Superficie(km2) | Densité(hab./km2) |
| ---------------- | ---------------- | ------------------------------------------ | --------------- | ----------------- |
| Le Mans          | 145 182          | en évolution de +1,53 % par rapport à 2016 | 52,81           | 2 749,1           |
| La Flèche        | 15 081           | en évolution de −0,54 % par rapport à 2016 | 74,21           | 203,2             |
| Sablé-sur-Sarthe | 12 194           | en évolution de −1,26 % par rapport à 2016 | 36,92           | 330,3             |
| Allonnes         | 10 740           | en évolution de −3,26 % par rapport à 2016 | 18,07           | 594,4             |
| La Ferté-Bernard | 8 769            | en évolution de −0,89 % par rapport à 2016 | 14,96           | 586,2             |
| Coulaines        | 8 049            | en évolution de +8,08 % par rapport à 2016 | 3,93            | 2 048,1           |
| Changé           | 6 803            | en évolution de +5,26 % par rapport à 2016 | 35,06           | 194               |
| Montval-sur-Loir | 5 707            | en évolution de −7,35 % par rapport à 2016 | 26,99           | 211,4             |
| Arnage           | 5 463            | en évolution de +4,04 % par rapport à 2016 | 10,76           | 507,7             |
| Parigné-l'Évêque | 5 367            | en évolution de +7,36 % par rapport à 2016 | 63,4            | 84,7              |
| Mulsanne         | 5 299            | en évolution de +0,38 % par rapport à 2016 | 15,25           | 347,5             |
| Mamers           | 5 080            | en évolution de −4,35 % par rapport à 2016 | 5,05            | 1 005,9           |
| Source : Insee.  |                  |                                            |                 |                   |

## Structures des variations de population

### Soldes naturels et migratoires depuis 1968
La variation moyenne annuelle est positive et baisse depuis les années 1970, passant de 0,9 à −0,1 %.
Le solde naturel annuel qui est la différence entre le nombre de naissances et le nombre de décès enregistrés au cours d'une même année, a baissé, passant de 0,8 à 0 %. La baisse du taux de natalité, qui passe de 18,2 à 10,3 ‰, est en fait légèrement compensée par une baisse plus faible du taux de mortalité, qui oscille autour de 10,1 ‰.
Le flux migratoire est régresse sur la période courant de 1968 à 2021, le taux annuel passant de 0,1 à −0,1 %. 
| Indicateurs démographiques                       | 1968 à1975 | 1975 à1982 | 1982 à1990 | 1990 à1999 | 1999 à2010 | 2010 à2015 | 2015 à2021 |
| ------------------------------------------------ | ---------- | ---------- | ---------- | ---------- | ---------- | ---------- | ---------- |
| Variation annuelle moyenne de la population en % | 0,9        | 0,4        | 0,2        | 0,3        | 0,6        | 0,2        | -0,1       |
| - due au solde naturel en %                      | 0,8        | 0,5        | 0,4        | 0,3        | 0,3        | 0,3        | 0,0        |
| - due au solde apparent des entrées sorties en % | 0,1        | -0,1       | -0,2       | 0,0        | 0,2        | -0,1       | -0,1       |
| Taux de natalité en ‰                            | 18,2       | 14,6       | 13,3       | 12,4       | 12,6       | 11,9       | 10,3       |
| Taux de mortalité en ‰                           | 10,1       | 9,6        | 9,4        | 9,3        | 9,3        | 9,3        | 10,1       |
| Source : Insee.                                  |            |            |            |            |            |            |            |

### Mouvements naturels sur la période 2014-2022
En 2014, 6 664 naissances ont été dénombrées contre 5 277 décès. Le nombre annuel des naissances a diminué depuis cette date, passant à 5 647 en 2022, indépendamment à une augmentation, mais relativement faible, du nombre de décès, avec 6 359 en 2022. Le solde naturel est ainsi négatif et diminue, passant de 1 387 à -712.
Pour des raisons techniques, il est temporairement impossible d'afficher le graphique qui aurait dû être présenté ici.

## Densité de population
La densité de population est en augmentation depuis 1968, en cohérence avec l'augmentation de la population.
En 2021, la densité était de 91,2 hab./km2.
| 1968 |  | 74.4 |  |

| 1975 |  | 79.0 |  |

| 1982 |  | 81.3 |  |

| 1990 |  | 82.8 |  |

| 1999 |  | 85.4 |  |

| 2010 |  | 90.8 |  |

| 2015 |  | 91.6 |  |

| 2021 |  | 91.2 |  |

## Répartition par sexes et tranches d'âges
La population du département est plus âgée qu'au niveau national.
En 2021, le taux de personnes d'un âge inférieur à 30 ans s'élève à 34,1 %, soit en dessous de la moyenne nationale (35,1 %). À l'inverse, le taux de personnes d'âge supérieur à 60 ans est de 29,1 % la même année, alors qu'il est de 26,6 % au niveau national.
En 2021, le département comptait 275 340 hommes pour 290 718 femmes, soit un taux de 51,36 % de femmes, légèrement inférieur au taux national (51,61 %).
Les pyramides des âges du département et de la France s'établissent comme suit.
| Hommes | Classe d’âge | Femmes |
| ------ | ------------ | ------ |
| 1      | 90 ou +      | 2,3    |
| 7,9    | 75-89 ans    | 10,6   |
| 17,8   | 60-74 ans    | 18,6   |
| 20,2   | 45-59 ans    | 19,3   |
| 17,1   | 30-44 ans    | 16,8   |
| 17,3   | 15-29 ans    | 15,6   |
| 18,7   | 0-14 ans     | 16,8   |

| Hommes | Classe d’âge | Femmes |
| ------ | ------------ | ------ |
| 0,7    | 90 ou +      | 1,9    |
| 7,0    | 75-89 ans    | 9,5    |
| 16,6   | 60-74 ans    | 17,5   |
| 20,0   | 45-59 ans    | 19,5   |
| 18,8   | 30-44 ans    | 18,3   |
| 18,3   | 15-29 ans    | 16,7   |
| 18,6   | 0-14 ans     | 16,7   |

## Répartition par catégories socioprofessionnelles
La catégorie socioprofessionnelle des retraités est surreprésentée par rapport au niveau national. Avec 31,4 % en 2021, elle est 4,6 points au-dessus du taux national (26,8 %). La catégorie socioprofessionnelle des cadres et professions intellectuelles supérieures est quant à elle sous-représentée par rapport au niveau national. Avec 6,4 % en 2021, elle est 3,7 points en dessous du taux national (10,1 %).
| Catégorie socioprofessionnelle                    | 2015    | 2015 | 2021    | 2021 | Détails de l'année 2021 | Détails de l'année 2021 | Détails de l'année 2021            | Détails de l'année 2021            | Détails de l'année 2021            |
| Catégorie socioprofessionnelle                    | Nb      | %    | Nb      | %    | Hommes                  | Femmes                  | Part en % de la population âgée de | Part en % de la population âgée de | Part en % de la population âgée de |
| Catégorie socioprofessionnelle                    | Nb      | %    | Nb      | %    | Hommes                  | Femmes                  | 15 à 24 ans                        | 25 à 54 ans                        | 55 ans ou +                        |
| ------------------------------------------------- | ------- | ---- | ------- | ---- | ----------------------- | ----------------------- | ---------------------------------- | ---------------------------------- | ---------------------------------- |
| Agriculteurs exploitants                          | 5 383   | 1,2  | 5 199   | 1,1  | 3 716                   | 1 483                   | 0,2                                | 1,7                                | 0,8                                |
| Artisans, commerçants, chefs d'entreprise         | 14 008  | 3,0  | 13 548  | 2,9  | 9 290                   | 4 258                   | 0,7                                | 4,9                                | 1,6                                |
| Cadres et professions intellectuelles supérieures | 26 453  | 5,7  | 29 758  | 6,4  | 17 554                  | 12 204                  | 1,2                                | 11,4                               | 3,1                                |
| Professions intermédiaires                        | 58 751  | 12,7 | 61 062  | 13,1 | 28 460                  | 32 602                  | 8,4                                | 23,4                               | 4,5                                |
| Employés                                          | 75 281  | 16,3 | 72 518  | 15,6 | 16 203                  | 56 315                  | 15,4                               | 25,2                               | 6,2                                |
| Ouvriers                                          | 75 597  | 16,4 | 71 785  | 15,4 | 54 516                  | 17 269                  | 17,1                               | 25,0                               | 5,4                                |
| Retraités                                         | 143 380 | 31,1 | 146 190 | 31,4 | 66 487                  | 79 703                  | 0,0                                | 0,1                                | 72,0                               |
| Autres personnes sans activité professionnelle    | 62 358  | 13,5 | 65 934  | 14,1 | 28 113                  | 37 821                  | 57,0                               | 8,1                                | 6,3                                |
| Ensemble                                          | 461 210 | 100  | 465 993 | 100  | 224 338                 | 241 655                 | 100                                | 100                                | 100                                |
| Sources : Insee,.                                 |         |      |         |      |                         |                         |                                    |                                    |                                    |